# Hans Peter Heinzl
Hans Peter Heinzl (* 1. Februar 1942 in Wien; † 2. September 1996 ebenda) war ein österreichischer Kabarettist, Schauspieler, Moderator und Musiker.

## Leben
Nach seinem Musikstudium (Klavier) war Heinzl zunächst Industriekaufmann. 1977 wurde er vom ORF-Landesstudio Oberösterreich als Unterhalter entdeckt. 1982 hatte er seinen Durchbruch als Kabarettist mit Peter Orthofer. Hohen Bekanntheitsgrad gewann Heinzl durch seine Radio- und Fernsehtätigkeit (Wendelin Grübel, So ein Zirkus, Koch im Quiz in Rot-Weiß-Rot, Zeit am Spieß, Wir bitten zum Pflanz, Spott sei Dank, Unterm Strich). Von 1981 bis 1983 moderierte er in der ARD zusammen mit der französischen Star-Astrologin Elizabeth Teissier die Astro Show.
1984 eröffnete er das 300 Personen fassende K&K Theater, ein umgebautes Kino an der Wienzeile. Dieses Theater war Auftrittsort für Heinzl und viele andere Kleinkünstler wie Helmut Qualtinger, Cissy Kraner und Hugo Wiener, Dolores Schmidinger oder „Die Hektiker“. Ende 1995 wurde die Bühne aus finanziellen Gründen geschlossen.

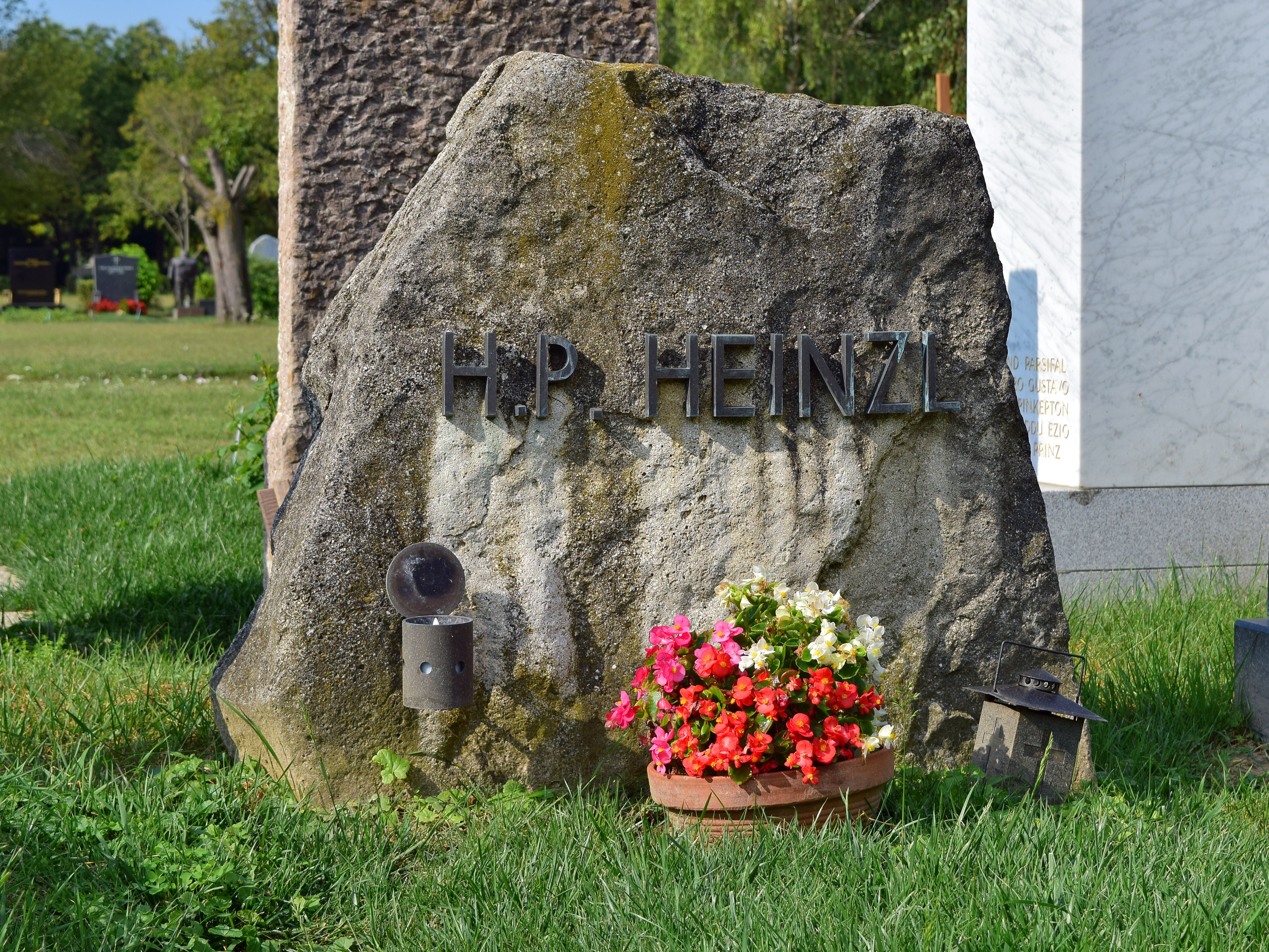
Ehrenhalber gewidmetes Grab auf dem Wiener Zentralfriedhof

Seine letzten Programme waren „Idioten an die Macht!“, „999 Jahre – Die Österreichische Seele auf der Couch“ und „Freundschaft - Erinnerungen eines Schwererziehbaren“, von letzterem gibt es nur einen „Video-Mitschnitt im Freundeskreis aus dem Cafe PLEM PLEM vom 9. Mai 1996“ – öffentlich konnte er dieses Programm nicht mehr aufführen.
Wenig bekannt ist, dass er sich 1992 auch für MultiMedia-Anwendungen interessierte und mit dem damaligen Apple-Händler »Hard+Soft« eine Kooperation begann. Ein frühes Projekt waren tragbare Lesegeräte, die in einer Ausstellung des Künstlerhauses in Wien zum Abrufen erweiterter Informationen via Infrarot bei einzelnen Ausstellungsstücken verwendet wurden.
Hans-Peter Heinzl starb 1996 in Wien am bereits 1992 diagnostizierten Bauchspeicheldrüsenkrebs. Er wurde in einem ehrenhalber gewidmeten Grab auf dem Wiener Zentralfriedhof (Gruppe 40, Nr. 177) bestattet.

## Filme
- Stockinger, 1996, Oberst Dr. Brunner, mit Karl Markovics, Anja Schiller, Sandra Cervik, Herbert Fux
- Rosen aus Jericho, 1994, Buch, Regie, Produzent, mit Marion Mitterhammer, Franz Buchrieser, Erika Pluhar, Peter Uray, Dietmar Schönherr
- Es lebe die Liebe, der Papst und das Puff, 1993, Regie: Peter Patzak, Paul, mit Sonja Kirchberger
- Lex Minister, 1990, Regie: Peter Patzak, Buch, Hauptrolle, mit Iris Berben, William Berger, Peter Patzak, Immy Schell, Werner Stocker

## Programme
- Unwiderruflich zum ersten Mal (1977)
- Heinzelgänger (1978)
- Achtung Stufe (1979)
- Gehts wählts mi (1979)
- Ich will sehr viel (1980)
- Wendelin Grübel (Kindersendung, ca. 1980–1982)
- ORF-eus in der Überwelt (1981)
- Wann hört das endlich auf (1981)
- So gut wie neu (1981)
- Das fängt ja gut an (1982)
- Und jetzt erst recht! (1983)
- Vorsicht, bissiger Mund (1984)
- Als was gemma? (1984; TV-Kabarett Special)
- Achtung, triftiger Grund (1985)
- Spott sei Dank (1985)
- Wir zeigen die Zehne (1986)
- Unterm Strich (1987) (TV-Kabarettserie in sechs Folgen)
- Heinzls Watchlist (1987)
- Zeitenblicke (1988)
- Wir bitten zum Pflanz (1989)
- Lex Minister (1990)
- Unwiderruflich zum letzten Mal (1990)
- Zoff im K & K (1991)
- Zeit am Spieß (1991–1994, TV-Serie)
- Die Blattlaus (1992)
- Und er bewegt sich doch („Comeback“ am 1. Februar 1993 im Wiener Konzerthaus)
- Retten – was? (1993)
- Hurra, wir wählen noch (1994)
- Idioten an die Macht! (1995)
- 999 Jahre – Die Österreichische Seele auf der Couch (1995)
- Freundschaft – Erinnerungen eines Schwererziehbaren (1996)